# تالو

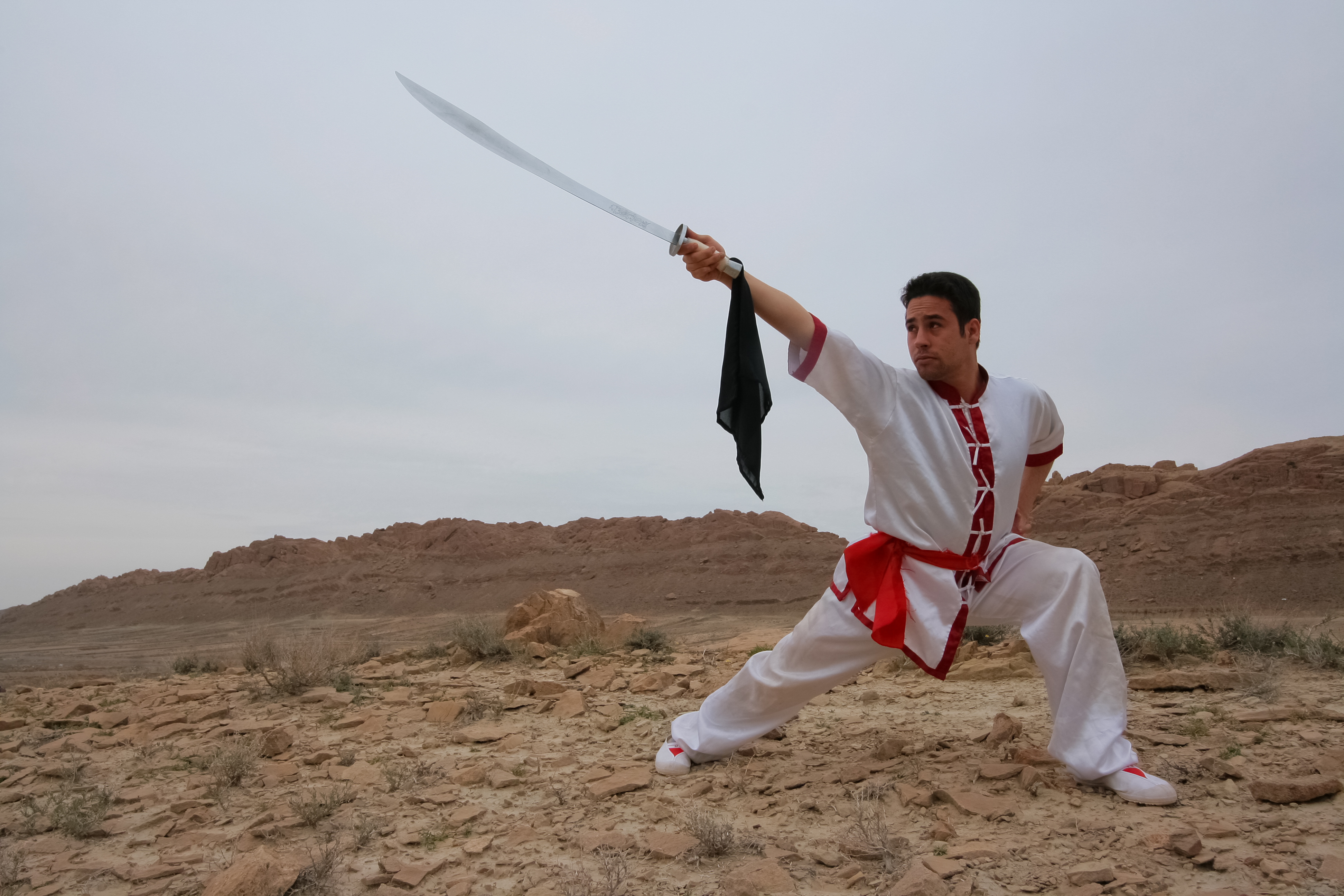
انجام حرکات انفرادی تالو با شمشیرپهن

تالو بخش اجرای‌ فرم (حرکات نمایشی) در رشته  ووشو  می‌باشد. در این بخش به اجرای فرمهای سنتی و یا مدرن چینی همراه با دربرگیری ضربات قدرتی دست و پا ، حرکات نمایشی ،  آکروباتیک و نشست‌ها و‌ پرش ها استفاده می‌شود و همچنین در بعضی فرم‌ها از سلاح‌های سرد(شامل نانچیکو،سانچیکو،نیزه،شمشیر،بادبزن،چوب و..)وجود دارد. 
این بخش به زیرشاخه‌های متعددی برای نمایش فرمهای تالو تبدیل شده است که همه آنها در همان مجموعه تالو گردآوری شده‌اند و به عنوان پیکره‌ای واحد از آنها در مسابقات استفاده می‌شود.